# Ebbinghaus-Täuschung
Die Ebbinghaus-Täuschung ist eine visuelle Wahrnehmungstäuschung, bei der ein zentraler Kreis unterschiedlich groß wahrgenommen wird in Abhängigkeit von der Größe eines Rings aus weiteren Kreisen.

Figur 1: Der rote Innenkreis ist in beiden Fällen gleich groß.

Figur 2: Die beiden farbig umrandeten Kreissektoren sind kongruent.

## Geschichte
Die Beschreibung der Täuschung stammt von dem Psychologen Hermann Ebbinghaus (1850–1909), der sie in den 1890er Jahren bekannt machte. Populär wurde sie durch ein Lehrbuch von Edward B. Titchener, deshalb auch „Titchener circles“.

## Stimulus und Beobachtung
Ein Kreis wird von einem Ring aus mehreren, untereinander gleich großen Kreisflächen umgeben, meist 5, 6 oder 8 (Figur 1). Der zentrale Kreis erscheint umso kleiner, je größer die umgebenden Kreise werden. Besonders anschaulich ist eine dynamische Änderung der peripheren Kreise.
Kinder unter sieben Jahren täuschen sich nicht im selben Ausmaß wie Erwachsene.
Nach van Ulzen et al. können Bilder in den Kreisen eine Änderung in der Größenwahrnehmung bewirken im Vergleich zu Kreisen ohne Bilder. Dazu kommt noch ein Einfluss positiver oder negativer Bildinhalte.

## Deutungen und Zusammenhänge
- Größensteuerung durch Aufmerksamkeit [van Ulzen (2008)]. Bilder mit negativem Inhalt bewirken mehr Aufmerksamkeit und erscheinen deshalb größer als Kreise, die positive Bilder enthalten oder leer sind.
- Entwicklungsphänomen [Doherty (2010)]. Die Fähigkeit, den Größenkontrast wie im Ebbinghaus-Phänomen wahrzunehmen, entwickelt sich erst langsam am Ende der Kindheit.
- Größe der Sehrinde. Probanden ließen sich am ehesten in der Größenwahrnehmung täuschen, wenn die Oberfläche der Sehrinde klein war.[4]
- Hypothese des Wahrnehmungswinkels.[5] Es wird nur der Ausschnitt aus dem Retinabild zur Wahrnehmung verarbeitet, der den Stimulus (das Gesamtbild) umfasst und sich deshalb auch nach dessen Größe richtet.  Er wird im visuellen System auf einen Speicher oder Inneren Monitor von konstantem Ausmaß projiziert. Ein kleiner Stimulus wird auf diesem Monitor in einer bestimmten Größe wahrgenommen. Ein größerer Stimulus – derselbe Innenkreis, aber mit viel größeren ihn umgebenden Kreisen –  erfordert einen größeren Wahrnehmungswinkel. Wird dessen Inhalt auf denselben Monitor abgebildet, dann muss der Innenkreis kleiner erscheinen als im ersten Fall.

## Vergleichbare Täuschungen
- Ein Beispiel für die sogenannte Ebbinghaus’sche Größenkontrasttäuschung zeigt Figur 2. Der blau umrandete Kreissektor zwischen den beiden schmalen Sektoren wird breiter wahrgenommen als der rot umrandete Sektor zwischen den beiden breiteren Sektoren, obwohl beide farbig umrandeten Kreissektoren kongruent sind.[6]

- Die Delboeuf-Täuschung scheint in Ursache und Wirkung ein verwandtes Phänomen zu sein.